# Никшич, Анте
Анте Никшич (хорв. Ante Nikšić; 8 июня 1892, Госпич — 28 января 1962, Пилар) — хорватский юрист и политик, министр внутренних дел Независимого государства Хорватии с 1942 по 1943 годы. В эмиграции — независимый журналист.

## Биография

### Ранние годы
Никшич родился в Госпиче, в хорватском регионе Лика. Учился в Госпичской средней школе, изучал право в Загребском и Венском университетах. Окончил Венский университет и получил степень доктора юридических наук. Будучи студентом, состоял в молодёжном движении при Хорватской партии права и возглавлял дискуссионный клуб «Кватерник». Работал юристом в Госпиче, Загребе и в Вуковаре. В Вуковаре он издавал местную газету Хорватского союза и газету коалиции «Хорватский блок» на выборах 1925 года. Также работал юристом в Ястребарском, Иванце и Карловаце, руководил Карловацким муниципальным судом и окружным судом. С 1929 года Никшич был членом движения усташей.

### Независимое государство Хорватия
В Карловаце Никшич одним из первых узнал новости о капитуляции Югославии в войне с немцами и о провозглашении независимой Хорватии, после чего занялся перестраиванием городского законодательства в соответствии с законами НГХ. В доме Никшича два дня пробыл поглавник НГХ Анте Павелич, проведя там переговоры с немецким дипломатом Эдмундом Веезенмайером и итальянским послом Филиппо Анфузо. В июне 1941 года Никшич был назначен старостой Покуплевского округа, а в середине марта 1942 года начал работу в Министерстве внутренних дел. Месяц спустя переведён в МИД. Министром внутренних дел он стал 10 октября 1942, сменив Андрию Артуковича, и проработал на этом посту до 29 апреля 1943 г. Некоторое время был послом в Италии; вскоре после переворота Дино Гранди вернулся в Хорватский МИД.

### Эмиграция
В мае 1945 года усташи, вместе с остатками частей Вермахта, многочисленными коллаборантами и членами их семей, двинулись в Австрию. Никшич в это время находился за пределами НГХ. Пользуясь ситуацией, он сумел выбраться в Аргентину. Там он обосновался в муниципалитете Пилар провинции Буэнос-Айрес, где и проживал до конца своих дней. Издавал хорватскую газету для эмиграции «Hrvatska revija».